# 桑镇
桑镇，是中华人民共和国陕西省咸陽市兴平市下辖的一个乡镇级行政单位。

## 行政区划
桑镇下辖以下地区：
大通坊村、东桥村、苟家坡村、何耳村、焦家村、罗家寨村、三和村、三解村、双山村、宋庄村、西桥村、小赵村、永流村、张耳村和祝原村。